# Biserica „Sfântul Gheorghe” din Mogoșoaia
Biserica din Mogoșoaia este o ctitorie a lui Constantin Brâncoveanu. Are hramul Sfântul Gheorghe. A fost paraclisul Palatului din Mogoșoaia și face parte din complexul palatului, deși este situată în afara zidurilor, după modelul vestic. 
Istoria bisericii este legată de moșia din Mogoșoaia a lui Constantin Brâncoveanu, moștenitorul unic al domeniilor întinse ale bunicului său. În aprilie 1681, în timpul domniei unchiului său Șerban Cantacuzino, Brâncoveanu a reușit să întregească moșia. A purces la construirea bisericii, care a fost terminată pe 20 septembrie 1688 (pe stil vechi).
Clădirea este durată din cărămizi și are formă de navă, zidurile laterale fiind legate între ele prin ziduri transversale. Acoperământul consistă din bolți cilindrice și din calote semisferice.
Pictura (inclusiv portretul votiv din de pe zidul vestic al pronaosului, arătându-i pe Brâncoveanu, soția sa și copiii lor) a fost realizată în 1705. Pictura a suferit stricăciuni în timpul restaurării din 1943, întrucât pictorii angajați de Martha Bibescu nu erau pictori bisericești autorizați. Au folosit soluții puternice de sodă caustică, amoniac și vitriol, care au îndepărtat nu doar stratul de funingine acumulat de-a lungul timpului, ci și fragmente ale picturii, inclusiv capete de sfinți și scene întregi. Suprafețele albite au fost acoperite cu pictură în tempera de către restauratori.  
Restaurarea picturii a fost reluată în 1976, pentru ca efortul să fie oprit de cutremurul din 1977, care a adus grave stricăciuni lăcașului de cult. Lucrările au fost reluate în 1978.
În biserică se află mormântul principelui George-Valentin Bibescu.

## Galerie foto

Biserica din Mogoșoaia cu hramul Sfântul Gheorghe văzută de sus (2020)
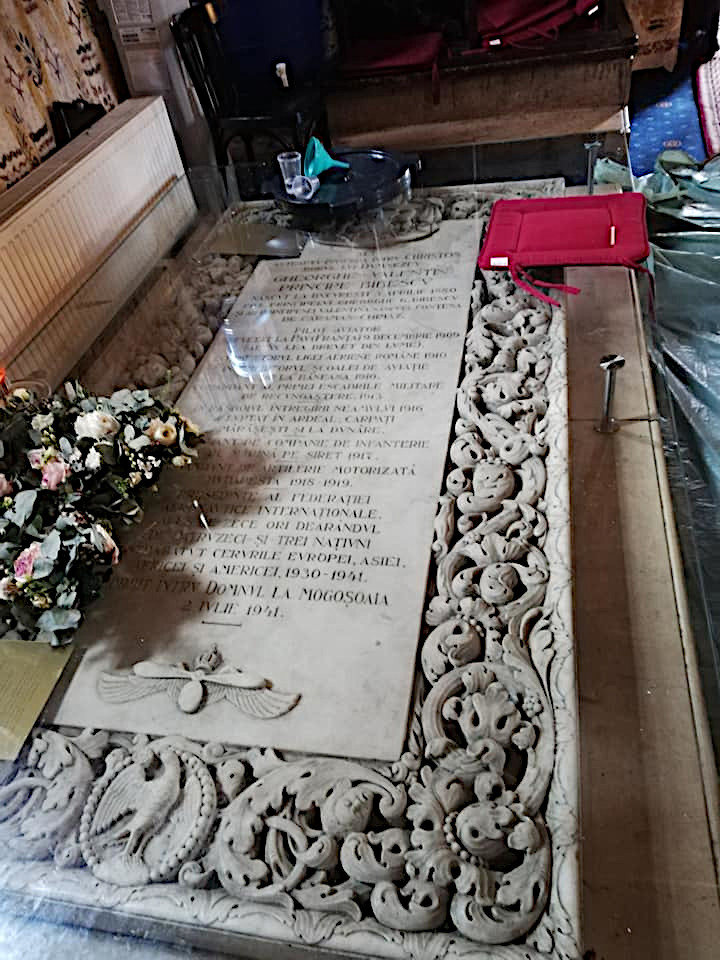
Mormântul principelui George-Valentin Bibescu în Biserica „Sfântul Gheorghe” din Mogoșoaia